# Early Morning Rain
Early Morning Rain – utwór napisany i nagrany przez Gordona Lightfoota w roku 1964. Piosenka została opublikowana dopiero dwa lata później na jego solowym albumie Lightfoot! (1966).

## Wersja Boba Dylana
Utwór „Early Mornin’ Rain” zaaranżowany został przez Boba Dylana, który muzyk nagrał na trzech sesjach w marcu 1970 roku, i wydany na albumie Self Portrait w czerwcu 1970 roku.

### Historia i charakter utworu
Utwór ten został nagrany na szóstej, dziesiątej i jedenastej sesji do albumu 4, 13 i 17 marca 1970 r. Diw ostatnie sesje poświęcone była jedynie instrumentalnym overdubbingom. Plonem szóstej sesji była także piosenka „Days of ’49” oraz odrzuty: „Thirsty Boots”, „Little Brown Dog”, „Railroad Bill”, „House Carpenter”, „Tell Ol’ Bill” i „Take [Me] Back Again”. Na sesji dziesiątej dokonano także instrumentalnych overdubbingów takich kompozycji jak „Woogie Boogie”, „Copper Kettle” i „Gotta Travel On”, a na sesji jedenastej – „Woogie Boogie, „Copper Kettle”, „Belle Isle”, „All the Tired Horses” i „Wigwam”.
Urodzony w 1938 roku autor piosenki Gordon Lightfoot, jeden z archetypowych autorów piosenki autorskiej, związany jest zarówno z folkiem, jak i country.
Piosenka jest pożegnaniem z kochanką. Zdobyła sobie sporą popularność; w wykonaniu tria Peter, Paul and Mary dotarła do 91 pozycji na liście przebojów „Top 100” magazynu Billboard w 1965 r. oraz zajęła miejsce 13 na liście „easy-listening”. W rok później w wykonaniu George’a Hamiltona dotarła do miejsca 9 na liście utworów country.
Dylan zaczął wykonywać tę piosenkę na koncertach w latach 1989–1991; wykonał ją wtedy pięciokrotnie.

### Muzycy
Sesja 6
- Bob Dylan – gitara, harmonijka, wokal, pianino
- Al Kooper – gitara, instrumenty klawiszowe
- David Bromberg – gitara, gitara dobro
- Ron Cornelius – gitara, gitara dobro
- Stu Woods – gitara basowa
- Alvin Roger – perkusja
- Hilda Harris – chórki
- Maeretha Stewart – chórki
- Albertine Robinson – chórki

Sesje overdubbingowe
Sesja dziesiąta
- Charlie McCoy – gitara basowa, marimba
- Kenneth Buttrey – perkusja

Sesja jedenasta
- Bubba Fowler – puzon
- Karl T. Himmel – perkusja
- Ron Cornelius – gitara, gitara dobro
- Bill Walker – aranżer
- Rex Eugene Peer – puzon
- William Pursell – instrumenty klawiszowe
- Gene Mullins – puzon
- Dennis Good – puzon
- Frank C. Smith – chórek (?)
- Martha McCrory – wiolonczela
- Byron T. Bach – wiolonczela
- Gary Van Osdale – altówka
- Lillian Hunt – altówka
- Sheldon Kurland – skrzypce
- Martin Katahn – skrzypce
- Marvin Chantry – aktówka
- Brenton Banks – syntezator, skrzypce
- George Binkley – skrzypce
- Solie I. Fott – skrzypce
- Barry McDonald – aranżer

## Wykonania piosenki przez innych artystów
- Peter, Paul and Mary – singiel (1965)
- George Hamilton IV – singiel; Country Boy (1996)
- Judy Collins – 5th Album (1965)
- Ian and Sylvia – Early Morning Rain (1965)
- Elvis Presley – Elvis Now (1972)
- Tony Rice – Sings Gordon Lightfoot (1996)
- Eva Cassidy – Imagine (2002)